# 1577
1577 (MDLXXVII) byl rok, který dle juliánského kalendáře započal úterým.

## Události
- 9. leden – Vznikla druhá Bruselská unie, tentokrát bez protestantských zemí Holandska a Zeelandu, což podpořil španělský král Filip II. Později se protestantské státy připojili, což zapříčinilo vzpouru celého Nizozemí.
- 17. září – Mezi francouzským králem Jindřichem III. a hugenoty byla podepsána Bergeracká dohoda.
- listopad – Byla pozorována Velká kometa z roku 1577
- 13. prosinec – Francis Drake vyplulz anglického Plymouthu na lodi Golden Hind v doprovodu dalších čtyřech lodích a 164 muži na výpravu proti Španělům podél pacifického pobřeží Ameriky, ze které se nakonec stalo obeplutí celého pobřeží.

### Neznámé datum
- Liberec povýšen na město.
- Vyhořel nově postavený krov a báň městské věže v Třebíči.
- Most Mehmeda Sokoloviće nad řekou Drina ve městě Višegrad byl dokončen. (dnešní Bosna a Hercegovina)
- V Chile byl dokončen kostel ve městě San Pedro de Atacama.

### Probíhající události
- 1558–1583 – Livonská válka
- 1562–1598 – Hugenotské války
- 1568–1648 – Osmdesátiletá válka
- 1568–1648 – Nizozemská revoluce

## Narození
Česko
- 16. prosince – Jan Jiří Krnovský, český vojevůdce, vrchní velitel armády slezských stavů († 2. března 1624)

Svět
- 12. ledna – Jean-Baptiste van Helmont, vlámský chemik, fyzik a fyziolog († 30. prosince 1644)
- 08. února – Robert Burton, anglický filozof, kněz a spisovatel († 25. ledna 1640)
- 28. února – Ángel Manrique, španělský římskokatolický duchovní († 28. února 1649)
- 03. března – Nicolas Trigault, francouzský jezuitský misionář v Číně († 14. listopadu 1628)
- 12. dubna – Kristián IV. Dánský, král Dánska a Norska († 28. února 1648)
- 26. dubna – Alžběta Nasavská, francouzská šlechtična a vévodkyně z Bouillonu († 3. září 1642)
- 12. června – Paul Guldin, švýcarský kněz, astronom a matematik († 3. listopadu 1643)
- 28. června – Peter Paul Rubens, vlámský malíř († 30. května 1640)
- 21. července – Anne de Montafié, francouzská dědička z královské rodiny († 17. června 1644)
- 01. září – Scipione Caffarelli-Borghese, kardinál státní sekretář, mecenáš umění († 2. října 1633)
- 24. září – Ludvík V. Hesensko-Darmstadtský, německý šlechtic a markrabě († 27. července 1626)
- 17. října
  - Dmitrij Michajlovič Požarskij, ruský kníže a vojenský velitel († 30. dubna 1642)
  - Cristofano Allori, italský malíř († 1. dubna 1621)
- 04. listopadu – François-Joseph Le Clerc du Tremblay, francouzský kapucín († 18. prosince 1638)
- 10. listopadu – Jacob Cats, nizozemský básník a diplomat († 12. září 1660)
- 08. prosince – Mario Minniti, italský umělec († 22. listopadu 1640)
- neznámé datum
  - Valentín I. Druget, zemplínský župan († 7. listopadu 1609)
  - František II. Batthyány, uherský šlechtic († 13. září 1625)
  - Leonard Helfried z Meggau, rakouský šlechtic, státník a dvořan († 23. dubna 1644)

## Úmrtí

### Česko
- 21. června – Ondřej Štefan, biskup Jednoty bratrský (* ?)
- 15. prosince – Václav Albín z Helfenburka, šlechtic a rožmberský kancléř (* kolem 1500)

#### Úmrtí
- 23. ledna – Mikuláš Mercoeurský, lotrinský šlechtic (* 16. října 1524)
- 26. února – Erik XIV. Švédský, švédský král (* 13. prosince 1533)
- 13. dubna – Bartolomeo Scappi, italský renesanční malíř (* 1500)
- 20. dubna – Tchan Lun, politik a vojevůdce z říše Ming (* 4. srpna 1519)
- 21. dubna – Diogo Rodrigues, portugalský mořeplavec (* ?)
- 05. května – Viglius van Zuichem, nizozemský státník (* 19. října 1507)
- 31. května – García de Toledo, španělský šlechtic a admirál (* 29. srpna 1514)
- 12. června – Orazio Samacchini, italský manýristický malíř (* 10. prosince)
- 23. července – Scipione Rebiba, italský duchovní, biskup a kardinál (* 3. února 1504)
- 07. září – Marie z Guimarães, portugalská infantka (* 12. srpna 1538)
- 27. září – Diego de Covarrubias, španělský právník a politik (* 25. července 1512)
- 10. října – Marie Portugalská, dcera portugalského krále Manuela I. (* 8. června 1521)
- 03. listopadu – Markéta Braniborská, braniborská princezna (* 1511)
- 19. listopadu – Hisahide Macunaga, japonský daimjó období Sengoku (* 1510)
- 24. listopadu – Ismá‘íl II., perský šáh z dynastie Safíovců (* 1537)
- 18. prosince – Anna Saská, manželka nizozemského místodržitele Viléma I. Oranžského (* 23. prosince 1544)
- neznámé datum
  - Pietro Andrea Mattioli, italský lékař a botanik (* 23. března 1501)
  - Devlet I. Geraj,  vládce Krymského chanátu (* 1512)

## Hlavy států
- České království – Rudolf II.
- Svatá říše římská – Rudolf II.
- Papež – Řehoř XIII.
- Anglické království – Alžběta I.
- Francouzské království – Jindřich III.
- Polské království – Štěpán Báthory
- Uherské království – Rudolf II.
- Osmanská říše – Murad III.
- Perská říše – Ismail II., poté Muhammad Chodábende